# Press It
Press It – первый студийный альбом южнокорейского певца Тхэмина. Был выпущен 23 февраля 2016 года лейблом S.M. Entertainment при поддержке KT Music.

## Предпосылки и релиз
15 февраля 2016 года S.M. Entertainment выпустили официальное заявление, в котором анонсировали выпуск первого студийного альбома Тхэмина – Press It, выход которого должен был состояться чуть больше недели спустя. 18 февраля был опубликован тизер на танцевальное видео на «Drip Drop», би-сайд сингл. 23 февраля опубликовали видеоклип «Press Your Number». За день до выхода альбома и видеоклипа Тхэмин провёл два шоукейса: для прессы и для фанатов. Второй транслировался в прямом эфире в популярном мобильном приложении «V».

## Композиция
Альбом находился в разработке около полутора лет. Сингл «Press Your Number» в оригинале был написан Бруно Марсом и спродюсирован командой The Stereotypes. Демо было записано ещё за несколько лет до релиза его Тхэмином, и права на композицию выкупил S.M. Во многих интервью Тхэмин говорил, что никогда не встречался с Бруно, чтобы поработать над песней, но написал новый текст, чтобы она появилась на корейском рынке. Более того, трек «Already», который также достался ему, был написан и спродюсирован его одногруппником Джонхёном, ранее работавшим над песней «Pretty Boy» с его дебютного мини-альбома. На радио он сказал, что подходил к выбору песен очень тщательно, несмотря на то, что лично не принимал участия в их написании. «Soldier» стала первой песней, написанной Тхэмином полностью самостоятельно. Также, по словам Тхэмина, «최면 (Hypnosis)» изначально должна была войти ещё в дебютный мини-альбом, но он сохранил её на более позднее время.

## Релиз и восприятие критиков
Press It дебютировал с первого места в iTunes Японии, Вьетнама, Сингапура, Таиланда и Гонконга; в топ-5 Шри-Ланки, Индонезии, Малайзии, Филиппин, Швеции и Норвегии; в топ-10 России, Турции и Дании. Он также стал №1 в еженедельных альбомных чартах. За первую неделю было продано больше 68 500 копий, что побило рекорд среди сольных артистов, ранее установленный G-Dragon с его мини-альбомом One of a Kind (2012). В мировом альбомном чарте Billboard альбом стал №2, в то время как в Top Heatseekers достиг топ-10.

## Трек-лист
Все данные взяты с MelOn.
| №                   | Название                   | Текст песни           | Музыка                                                                                      | Длительность |
| ------------------- | -------------------------- | --------------------- | ------------------------------------------------------------------------------------------- | ------------ |
| 1.                  | «Drip Drop»                | Пак Сон Хи            | Чамил Чаммас, Сара Форсберг, Тэй Джаспер, Джонатан Перкинс, Майкл Чиминез, Leven Kali, MZMC | 3:25         |
| 2.                  | «Press Your Number»        | Тхэмин, Tenzo и Tasco | Бруно Марс, Филипп Лоуренс, The Stereotypes                                                 | 3:46         |
| 3.                  | «Soldier»                  | Тхэмин                | Мэттью Тишлер, Фелиция Бартон, Аарон Бенвард                                                | 3:34         |
| 4.                  | «벌써 (Already)»           | Джонхён               | Джонхён, Тэдди Райли, Дэниэл Клейн, Ли Хён Сын, DOM                                         | 3:42         |
| 5.                  | «Guess Who»                | Brian Kim             | Эндрю Чхве, LDN Noise, Тэй Джаспер, Шон, Дэвид Чхве                                         | 3:27         |
| 6.                  | «One By One»               | Ли Су Ран             | iDR, Антуан Фрост, Райан Чжун                                                               | 3:58         |
| 7.                  | «Mystery Lover»            | Чо Юн Кён             | Эдриан МакКинон, Марк Ранкин, Райан Чжун                                                    | 3:38         |
| 8.                  | «Sexuality»                | Kenzie                | Джоди Марр, Эрик Базилиан, Райан Чжун                                                       | 3:40         |
| 9.                  | «오늘까지만 (Until Today)» | G.Soul                | Чамил Чаммас, G.Soul, Deez, MZMC, Джастин Лукас                                             | 4:06         |
| 10.                 | «최면 (Hypnosis)»          | Ли Чжэ Ун, Ким Тэ Сон | Ким Ён Син, Ким Тэ Сон, 220                                                                 | 4:04         |
| Общая длительность: | Общая длительность:        | Общая длительность:   | Общая длительность:                                                                         | 37:25        |

## Чарты
| Страна      | Чарт                             | Пиковая позиция |
| ----------- | -------------------------------- | --------------- |
| Южная Корея | Еженедельный альбомный чарт Gaon | 1               |
| Южная Корея | Ежемесячный альбомный чарт Gaon  | 2               |
| Южная Корея | Ежегодный альбомный чарт Gaon    | 18              |
| США         | Чарт мировых альбомов Billboard  | 2               |

## Награды и номинации

### Музыкальные шоу
| Песня               | Программа     | Дата              |
| ------------------- | ------------- | ----------------- |
| «Press Your Number» | The Show      | 1 марта 2016 года |
| «Press Your Number» | Show Champion | 2 марта 2016 года |
| «Press Your Number» | M! Countdown  | 3 марта 2016 года |
| «Press Your Number» | Music Bank    | 4 марта 2016 года |

## История релиза
| Страна        | Дата                 | Формат                | Лейбл                        |
| ------------- | -------------------- | --------------------- | ---------------------------- |
| Южная Корея   | 23 февраля 2016 года | CD, цифровая загрузка | S.M. Entertainment, KT Music |
| По всему миру | 23 февраля 2016 года | Цифровая загрузка     | S.M. Entertainment           |